# Jan III (arcybiskup Bremy)
Jan III Rode (ur. ok. 1445 w Bremie, zm. 4 grudnia 1511 w Vörde) – arcybiskup Bremy od 1497.

## Życiorys
Pochodził z patrycjuszowskiej rodziny z Bremy, kilku jego krewnych było w tym mieście rajcami i kanonikami, zaś dziadek ze strony matki – burmistrzem. Studiował w Rostocku i Erfurcie. Piastował godności kościelne w Bremie, a w 1485 został tam prepozytem kapituły katedralnej. W styczniu 1497 został wybrany na arcybiskupa Bremy, mimo konkurencji ze strony kandydatów pochodzących z książęcych rodów. Bardzo szybko uzyskał papieskie zatwierdzenie na tym stanowisku. 
Jako biskup starał się odzyskać wiele praw i posiadłości utraconych wcześniej przez biskupów, co spowodowało starcia z mieszkańcami biskupiego księstwa (szlachtą, chłopstwem i mieszczanami z Bremy). W 1499 doszło do konfliktu Jana z książętami Saksonii-Lauenburga o sporne terytoria. Mimo początkowych sukcesów arcybiskupa, sprzymierzonego z Bremą i Hamburgiem, szala zaczęła przechylać się na stronę lauenburskiego księcia Magnusa. W tej sytuacji Jan sprzymierzył się z księciem Brunszwiku-Wolfenbüttel Henrykiem I Starszym, przyjmując jego syna Krzysztofa na koadiutora. 
Po śmierci Jana, to Krzysztof został jego następcą na stanowisku arcybiskupa.